# إف. أغسطس هاينز
إف. أغسطس هاينز (بالإنجليزية: Fritz Augustus Heinze)‏ هو رائد أعمال أمريكي، ولد في 5 ديسمبر 1869 في بروكلين في الولايات المتحدة، وتوفي في 4 نوفمبر 1914 في مقاطعة ساراتوغا في الولايات المتحدة.

## وصلات خارجية
- إف. أغسطس هاينز على موقع إن إن دي بي (الإنجليزية)